# Brama św. Jakuba w Gdańsku

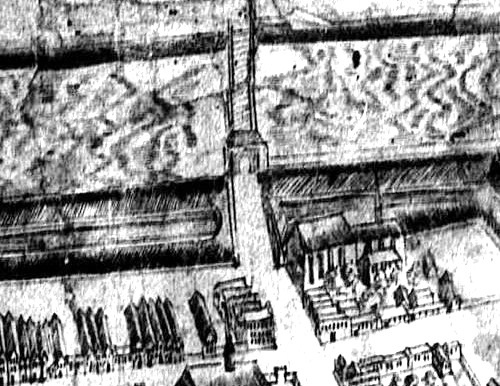
Gotycka Brama św. Jakuba (w środku) i kościół św. Jakuba (z prawej, poniżej) - widok od strony miasta, na "planie sztokholmskim" z ok. 1600

Brama św. Jakuba – jedna z obronnych bram miejskich Gdańska, wybudowana w 1461 a rozebrana w XIX wieku.

## Gotycka Brama św. Jakuba

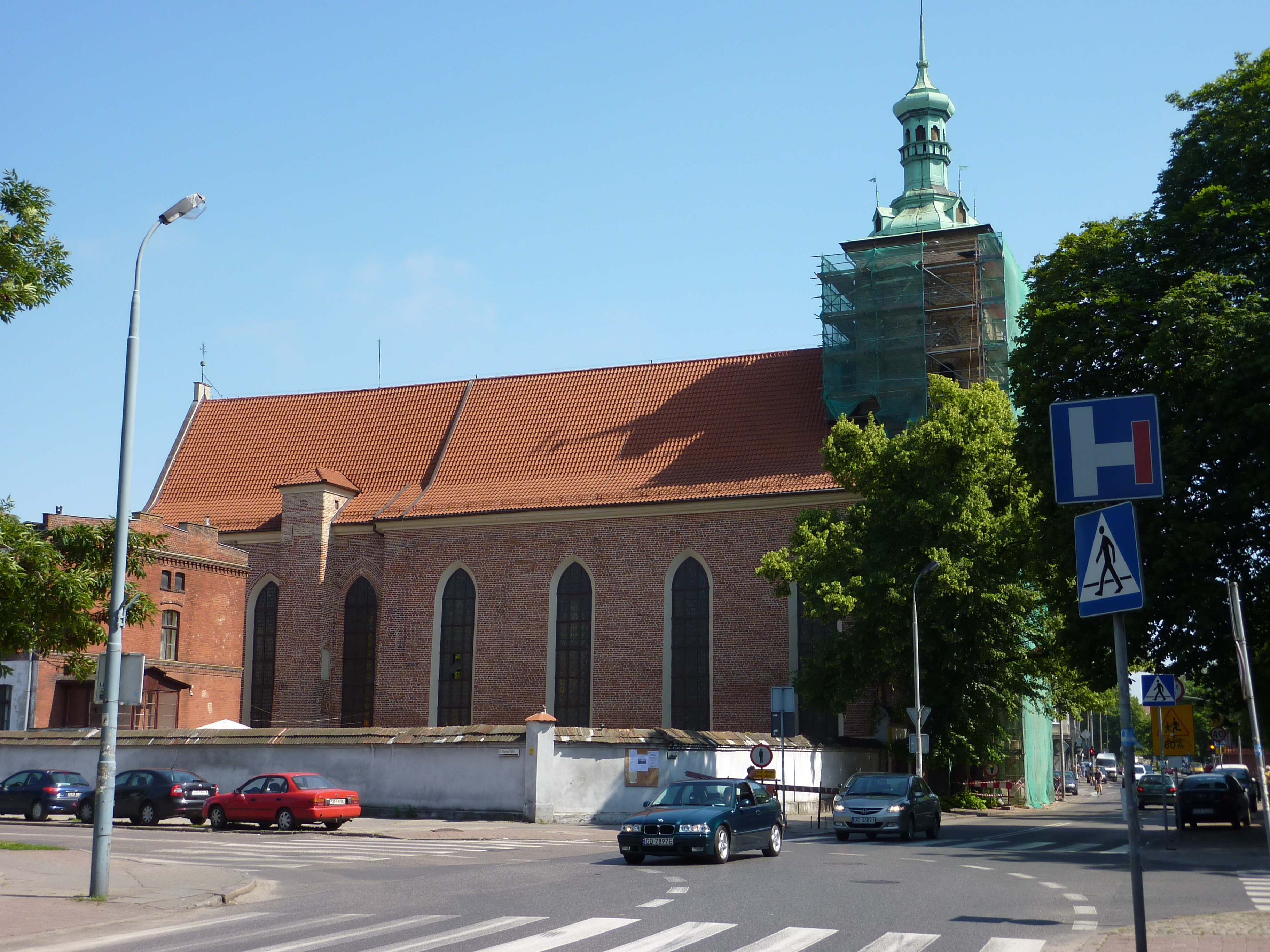
Miejsce, w którym znajdowała się gotycka Brama św. Jakuba - widok w kierunku miasta, w tle kościół św. Jakuba

Późnogotycka, ceglana, strzelista Brama św. Jakuba ukończona została w 1461. Stanęła w pobliżu kościoła św. Jakuba u wylotu ulicy Łagiewniki (Schüsseldamm), umożliwiając wjazd do Gdańska od strony północnej.
Brama miała formę dwóch potężnych i wysokich, cylindrycznych wież, połączonych korpusem z przejazdem. Została zwieńczona  szachulcowymi hurdycjami i smukłym dachem z lukarną i sterczynami. Była elementem nowych umocnień dla całego miasta (pierwszych murowanych), wyposażonych w rozwiązania fortyfikacyjne odpowiadające nowym metodom obrony. Przed bramą znajdował się most zwodzony i fosa.

## Nowożytna Brama św. Jakuba

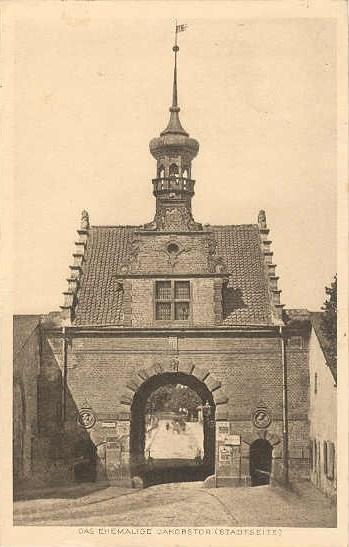
Druga Brama św. Jakuba - widok od strony miasta, w środku przejazd, po bokach dwa przejścia dla pieszych (dachówką przykryta nadbudówka, w której mieściła się podniesiona brona i jej mechanizm), ok. 1880

Z upływem czasu nastąpiła konieczność unowocześnienia przestarzałych umocnień, nie zapewniających odpowiedniej ochrony. Na wylocie ulicy Rajskiej (Paradiesgasse), w ciągu wysokiego wału ziemnego zbudowano drugą, nowożytną Bramę św. Jakuba. Stara brama nie została rozebrana i pozostała na zapleczu bastionu św. Jakuba, którego budowa rozpoczęła się w 1625. Była użytkowana jako magazyn prochu do dnia św. Mikołaja w 1815, gdy eksplodowała (czyniąc poważne szkody w otoczeniu). Nowa brama powstała w połowie odległości pomiędzy nowymi bastionami Bożego Ciała i św. Jakuba. Budowę rozpoczęto prawdopodobnie około 1625, całość budowli ukończono około 1628. Twórcą projektu był najprawdopodobniej Jan Strakowski. Wystrój architektoniczny brama otrzymała w latach 1633–1635. Początkowo była zwana „Bramą Bożego Ciała”, w XVIII wieku przyjęła się nazwa dawnej bramy.

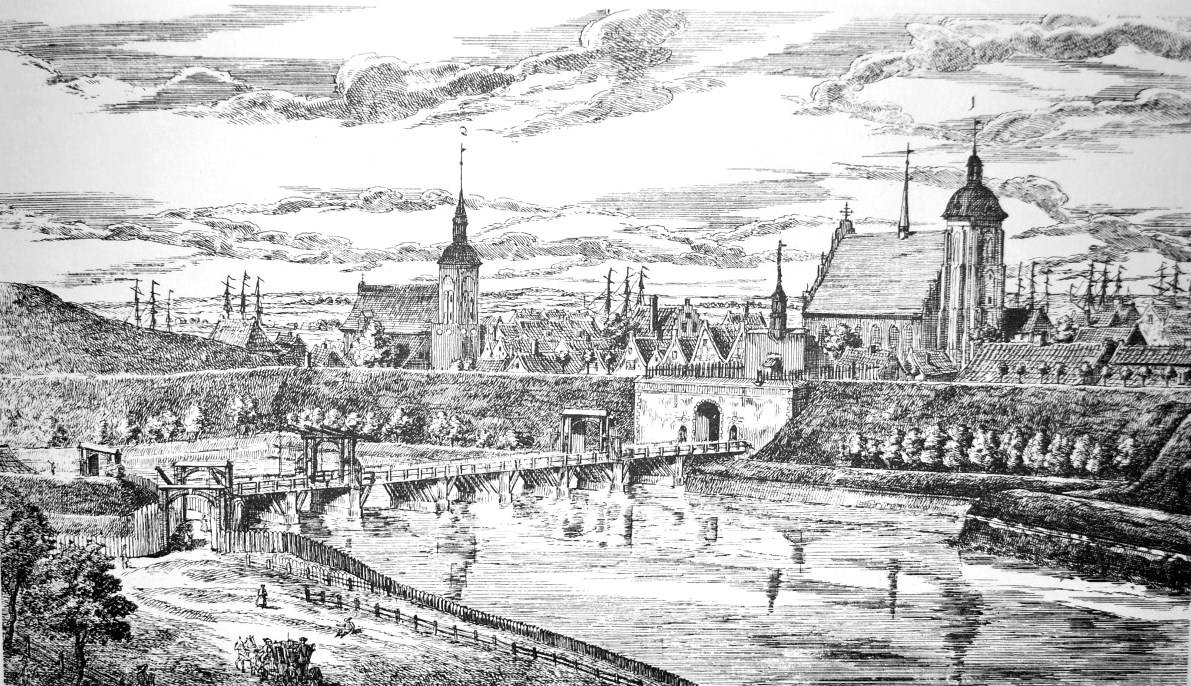
Druga Brama św. Jakuba z fosą, mostem zwodzonym i wałem obronnym - widok w kierunku miasta, ok. 1775

Korpus bramy miał postać masywnego budynku na planie prostokąta z wysokim, sklepionym przejazdem i dwoma przejściami dla pieszych. Przejazd i przejścia były zamknięte z obu stron potężnymi wrotami i furtami. Ponad korpusem bramy umieszczono nadbudówkę, w której mieściła się podniesiona brona i jej mechanizm. Brona była opuszczana na noc. Od strony fosy przejazd i przejścia piesze prowadziły na drewniany, wsparty na murowanych podporach, zwodzony w trzech miejscach most. Most ten prowadził do rawelinu, trójkątnego dzieła fortyfikacyjnego pełniącego funkcję analogiczną do średniowiecznych barbakanów (odsuwającej atakującego wroga jak najdalej od bramy). Rawelin był połączony z przedpolem twierdzy następnym mostem, na który wyjeżdżało się początkowo przez kolejną – znacznie mniejszą i uboższą w formie renesansową bramę, umieszczoną mniej więcej pośrodku lewego czoła rawelinu. Z czasem wyjazd przesunięto bliżej miasta, do miejsca gdzie fosa właściwa łączyła się z fosą rawelinu. 
W smukłej wieżyczce zawieszono dzwon, który odzywał się dwa razy dziennie, na pół godziny przed otwarciem i zamknięciem bramy.
Razem z bramami Wyżynną, Nizinną i Żuławską stanowiła cztery jedyne wjazdy do miasta, z czterech stron świata w systemie nowo powstałych fortyfikacji. Jako jedyna z tych czterech bram nie zachowała się, została rozebrana w 1883. W wyniku rozwoju i wzrastającego w drugiej połowie XIX wieku ruchu kołowego brama stała się budowlą utrudniającą ten ruch. Elementy jej kamieniarki zostały użyte w różnych miejscach Gdańska. Hełm został przeniesiony na szczyt wieży kościoła św. Jakuba. Lwy trzymające herby można podziwiać przed wejściem do Dworu Artusa, a kamieniarkę fasady (autorstwa Andreasa Schlütera starszego) na zachodniej fasadzie Katowni i na ścianach wewnątrz szyi Przedbramia ul. Długiej.

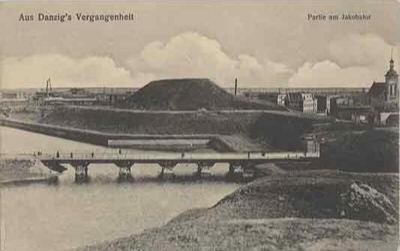
Trzecia Brama św. Jakuba, ok. 1890

## Trzecia Brama św. Jakuba
Na miejscu rozebranej bramy zbudowano nową, dostosowaną do nowoczesnych potrzeb komunikacyjnych miasta. Wyglądem była bardzo zbliżona do bram Nowych Ogrodów, Oliwskiej i Oruńskiej. Jej forma była bardzo uproszczona, w otwór w wale wstawiono słupy z cegły, pomiędzy którymi zamontowano stalowe wrota. Brama ta nie przetrwała długo. Już pod koniec XIX wieku została zlikwidowana razem ze wszystkimi wałami w tej części miasta. Fosa została zasypana, a na pozyskanym terenie wybudowano nowe, reprezentacyjne budynki.